# Pirolle à ventre jaune
Espèce
Synonymes
- Cissa thalassina hypoleuca Salvadori & Giglioli, 1885 - protonyme[2]

Statut de conservation UICN

 LC  : Préoccupation mineure
La Pirolle à ventre jaune (Cissa hypoleuca) est une espèce oiseaux de la famille des Corvidae.

## Répartition et habitat
On la rencontre en Chine, au Viêt Nam, au Laos, en Thaïlande et peut-être au Cambodge. Cissa hypoleuca fréquente les forêts humides et les forêts montagneuses.

## Description
Cissa hypoleuca a une taille d'environ 35 cm. Sa tête est verte avec un bandeau noir. Son cercle oculaire, son bec et ses pattes sont rouges. Son ventre et son croupion sont jaunes.
On peut l'observer seul, en couple ou en petits groupes.

## Alimentation
La pirolle à ventre jaune est carnivore. Elle se nourrit principalement d'insectes et de divers petits vertébrés comme les grenouilles, les serpents et les lézards.

## Liste des sous-espèces
Selon Catalogue of Life (11 février 2020) :
- Cissa hypoleuca chauleti Delacour, 1926 — centre-sud de la Chine ;
- Cissa hypoleuca concolor Delacour & Jabouille, 1928 — nord du Viêt Nam ;
- Cissa hypoleuca hypoleuca Salvadori & Giglioli, 1885 — centre du Viêt Nam ;
- Cissa hypoleuca jini Delacour, 1930 — sud de l'Indochine ;
- Cissa hypoleuca katsumatae Rothschild, 1903 — Hainan.